# Le Rocher Gris
Le Rocher Gris est un îlot rocheux de l'archipel de Pointe-Géologie (terre Adélie), situé en mer Dumont-d'Urville au large du continent antarctique.

## Description
Cet îlot d'aspect grisâtre de 100 m de diamètre est situé dans la baie Pierre-Lejay, au nord-est du cap André-Prud'homme, approximativement à mi-distance entre le continent antarctique et l'île du Gouverneur.